# (119) Altea
(119) Altea es un asteroide que forma parte del cinturón de asteroides y fue descubierto el 3 de abril de 1872 por James Craig Watson desde el observatorio Detroit de Ann Arbor, Estados Unidos.
Está nombrado por Altea, un personaje de la mitología griega.

## Características orbitales
Altea está situado a una distancia media de 2,582 ua del Sol, pudiendo acercarse hasta 2,373 ua. Su inclinación orbital es 5,782° y la excentricidad 0,08101. Emplea en completar una órbita alrededor del Sol 1515 días.